# Jacques Schiesser
Jacques Schiesser (Linthal, 11 februari 1848 - Bern, 18 augustus 1913) was een Zwitsers ondernemer.

## Biografie

Hedendaags embleem van de door Jacques Schiesser opgerichte Schiesser AG.

In 1875 richtten Jacques Schiesser en zijn echtgenote Malwine in het Duitse Radolfzell am Bodensee de onderneming Schiesser AG op, een fabrikant van ondergoed, nadat ze eerder in het kanton Thurgau een weverij hadden uitgebaat. Aanvankelijk huurden Jacques Schiesser en zijn echtgenote Malwine in 1875 een lokale danszaal in Radolfzell om er hun productie onder te brengen. In 1876 verhuisde het bedrijf naar een eigen fabrieksgebouw. In 1880 telde het bedrijf 280 medewerkers.
Toen Jacques Schiesser in 1913 stierf aan hartfalen, had het bedrijf 1.200 werknemers en een reputatie als wereldwijd merk. Zijn vrouw Malwine erfde het bedrijf en zijn schoonzoon Wilhelm Finckh nam de leiding over.
- Gemeinsame Normdatei: 117230677
- Historisch woordenboek van Zwitserland: 048776
- Virtual International Authority File: 52461735